# وانغ منغ (سياسي)
وانغ منغ هو كاتب ومترجم وسياسي صيني، ولد في 15 أكتوبر 1934 في بكين في الصين. نشط حزبياً في الحزب الشيوعي الصيني.

## وصلات خارجية
- وانغ منغ (سياسي) على موقع الموسوعة البريطانية (الإنجليزية)
- وانغ منغ (سياسي) على موقع مونزينجر (الألمانية)